# Ottokar III de Styrie
Pour les articles homonymes, voir Ottokar.
Ottokar III, né vers 1125 et mort le 31 décembre 1164 près de Pécs en Hongrie, fut margrave de Styrie de 1129 à sa mort. 

## Biographie
Il est le seul fils du margrave Léopold le Fort et de son épouse Sophie, fille du duc Henri IX de Bavière, issue de la dynastie des Welf. Par sa mère, Ottokar est un cousin de l'empereur Frédéric Barberousse et également du duc Henri le Lion. Sa famille, descendants d'Ottokar Ier († 1075), comte bavarois du Chiemgau, gouvernait le margraviat de Styrie depuis l'an 1056. Au début, les margraves résidaient à la forteresse de Steyr qui a donné son nom à la marche. 

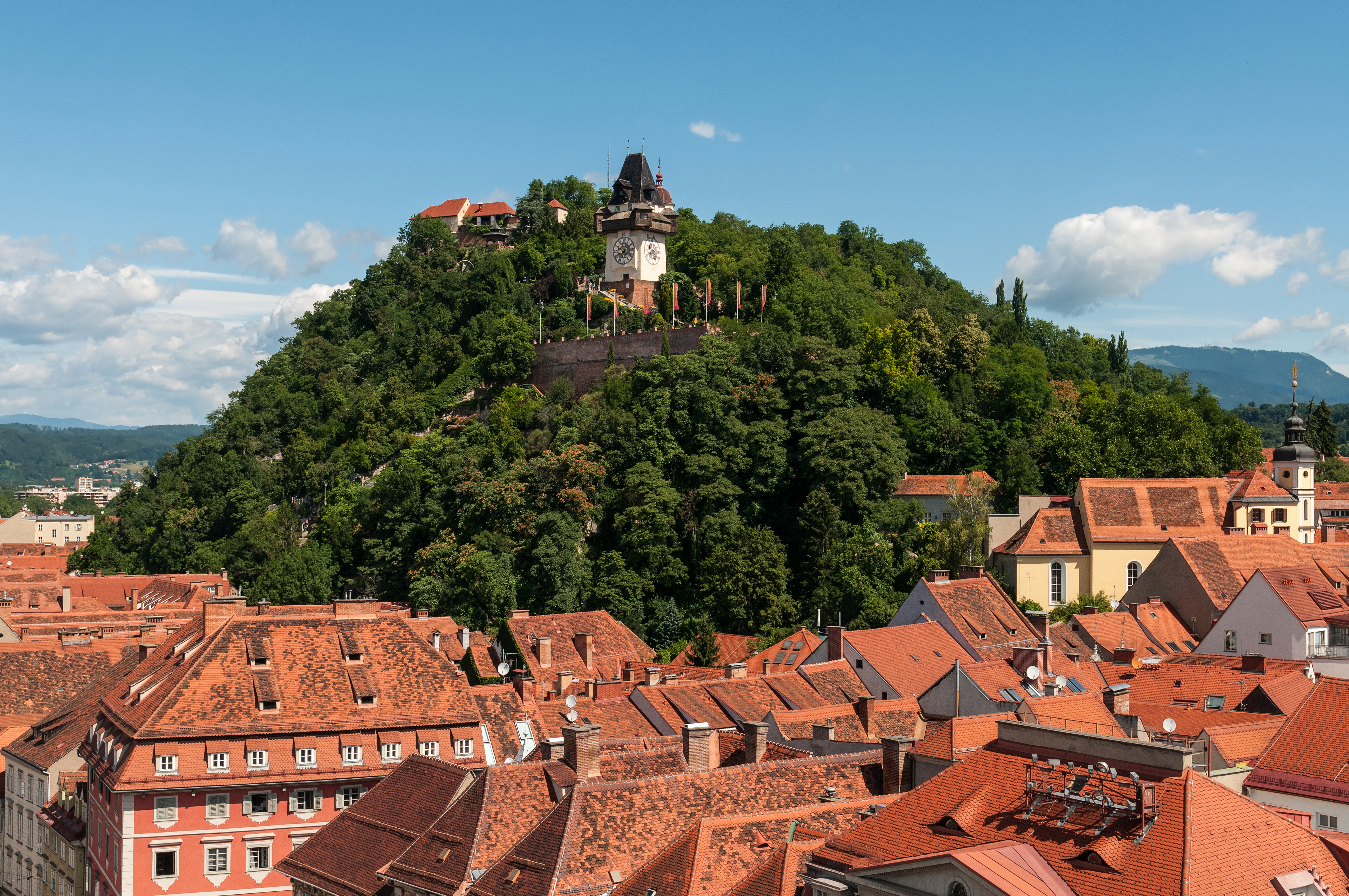
Le Schloßberg à Graz.

Après la mort précoce de son père, sa mère exerça la régence jusqu'à sa majorité vers 1140. Après l'acceptation d'héritages et d'autres dons, Ottokar III a consolidé les frontières de son pays jusqu'aux rives de la Save et a déplacé son siège au Schloßberg de Graz sur la Mur. 
Il participe à la deuxième croisade aux côtés de l'empereur Conrad III de Hohenstaufen. Vers l'an 1160, il a fondé un hospice pour les pèlerins traversant le col du Semmering (la commune de Spital am Semmering d'aujourd'hui). Peu après, il a posé les fondements de la chartreuse de Žiče (Seiz).
En 1164, il est mort au combat contre le roi Étienne IV de Hongrie. Il a été inhumé dans la chapelle funéraire de l'abbaye de Rein.

## Mariage et descendance
Il est le père d'Ottokar IV, le premier duc de Styrie et le dernier membre de la dynastie des Ottokar. Sa femme est Cunégonde († 1184), fille du comte Diepold III de Vohburg.